# Santo Stefano di Magra
Santo Stefano di Magra (ligur nyelven San Steva, San Steve vagy Sa' Steu) település Olaszországban, Liguria régióban, La Spezia megyében. Lakosainak száma 9849 fő (2023. január 1.). Santo Stefano di Magra Bolano, Sarzana, Vezzano Ligure és Aulla községekkel határos.

## Népesség
A település lakossága az elmúlt években az alábbi módon változott:
| Lakosok száma | 9457 | 9613 | 9849 |
|               | 2017 | 2018 | 2023 |